# Unió Econòmica Eurasiàtica
|  | Aquest article tracta sobre l'organització que es va crear l'any 2014. No s'ha de confondre amb la seva predecessora, la Comunitat Econòmica Eurasiàtica, ni amb la Unió Eurasiàtica. |

La Unió Econòmica Eurasiàtica (UEE) és una unió econòmica formada pels països de Rússia, el Kazakhstan, Belarús, Armènia i el Kirguizstan. Fou establerta l'1 de gener de 2015 segons el tractat que firmaren els dirigents rus, kazakh i belarús el 29 de maig de 2014. Els tractats que pretenien la incorporació d'Armènia i el Kirguizstan foren firmats el 9 d'octubre i el 23 de desembre de 2014, respectivament. L'accessió d'Armènia tingué lloc el 2 de gener de 2015 i la del Kirguizstan l'agost del 2015.

## Membres
| País membre | Capital | Superfície | Població    |
| ----------- | ------- | ---------- | ----------- |
| Armènia     | Erevan  | 29.743     | 3.009.800   |
| Belarús     | Minsk   | 207.600    | 9.648.533   |
| Kazakhstan  | Astanà  | 2.724.900  | 15.217.711  |
| Kirguizstan | Bixkek  | 198.500    | 5.895.100   |
| Rússia      | Moscou  | 17.124.442 | 142.914.136 |
| Total       | -       | 20.086.685 | 170.790.180 |

### En negociacions
- Tadjikistan[2][3]
- Síria[4]

### Possibles candidats
- Turkmenistan
- Uzbekistan